# Inonotus navisporus
Inonotus navisporus är en svampart som beskrevs av Ryvarden 2005. Inonotus navisporus ingår i släktet Inonotus och familjen Hymenochaetaceae.   Inga underarter finns listade i Catalogue of Life.